# Toastmasters
 (août 2022).
ToastMasters International (TMI) est une association à but non lucratif internationale dont l'objectif est d'aider ses membres à améliorer leurs compétences en matière de communication et de leadership par la prise de parole en public. La mission de TMI est de nourrir la confiance en soi de ses membres et d'encourager leur progression.
Les participants se réunissent toutes les semaines pendant une à deux heures pour apprendre à pratiquer la prise de parole en public. La particularité est qu'il n'y a pas de formateur : les membres s'évaluent et s'aident mutuellement à s'améliorer suivant une collaboration communautaire.

## La mission des Toastmasters
Toastmasters International est la plus importante association mondiale dont le but est de faire de la communication orale efficace une réalité à l'échelle du globe.
Toastmasters offre à tous la possibilité de maîtriser l'art d'écouter, de penser et de parler - des compétences vitales qui facilitent la réalisation personnelle, accroissent le potentiel de leader en chacun de nous, stimulent la compréhension entre humains, et contribuent ainsi à l'amélioration de notre société.
Dans l'esprit de cette mission, il est essentiel que Toastmasters International continue d'étendre constamment son réseau de clubs afin d'offrir à un plus grand nombre de personnes l'avantage de ses programmes.
La mission d'un club Toastmasters est d'offrir un milieu  d'apprentissage positif et aidant dans lequel les membres peuvent développer en toute confiance  leurs connaissances en communication et en leadership, ce qui génèrera estime de soi et croissance  personnelle.
Aujourd'hui[Quand ?], les membres de ses clubs se connectent au travers de réseaux sociaux en ligne pour se rencontrer plus souvent et mettre plus de ressources à disposition de chacun. Par exemple, les membres peuvent créer un club en ligne, se servir du site pour le gérer, puis fournir des conseils sur de nombreux sujets, de la manière de prononcer un discours jusqu'aux modalités d'adhésion au club.

## Historique
Toastmasters International a été constitué en personne morale le 19 décembre 1932.
Bien qu'à l'origine TMI était une association uniquement réservée aux hommes, les femmes peuvent s'inscrire depuis août 1973 (pour les États-Unis). Certains clubs sont créés à l'initiative d'entreprises et n'acceptent pas de personnes extérieures. C'est la seule restriction tolérée par la fédération internationale.
En 2004, le 10 000e club a été créé ; à cette époque, l'association comptait déjà 200 000 membres.
En 2007, plus de 100 pays proposant des clubs sont répertoriés.
New York regroupe plus de 240 clubs, dont la moitié est sponsorisée par des entreprises pour la formation permanente des salariés.
Un club comporte en général une vingtaine de membres.

## Toastmasters en France
En France, il existe 17 clubs regroupant près de 300 personnes. À Paris, dix clubs proposent de s’entraîner dans trois langues au choix (français, anglais, allemand). Les réunions ont lieu tous les quinze jours pendant 2 heures, durée qui permet de mettre en place un programme d'exercices variés (improvisations, discours préparés, évaluations).
Le premier club francophone a été créé en 1966 à Orléans, par conversion d'un club anglophone au moment où la base américaine a fermé. Il a engendré un second club francophone à Orléans en 1989, puis le premier club francophone à Paris en 1991, rejoint depuis par 14 autres clubs publics à Paris francophones, anglophones, bilingues.
L'Europe comprend actuellement plus de 30 clubs francophones, regroupés dans plusieurs régions.
Un premier club anglophone a été créé à Paris en 1976, rejoint depuis par 7 autres clubs anglophones.

## La méthode pédagogique
L'apprentissage Toastmasters repose sur la complémentarité de quatre actions répétées :
- voir et entendre quelqu'un pratiquer ;
- voir et entendre le retour sur ce qui a été fait (points forts et suggestions concrètes d'amélioration) ;
- pratiquer soi-même ;
- faire soi-même un retour sur ce qui a été fait.

Il n'y a pas de professeur ni de détenteur du savoir : tous les adhérents, y compris les rôles de responsables de club, sont encouragés à prendre l'ensemble des rôles disponibles afin de se former. Et c'est donc ensemble que les adhérents progressent, chacun à son niveau, selon ses compétences du moment et ses objectifs.
Les manuels proposent une méthode progressive : la réalisation de chaque projet est optimisée lorsque l'adhérent s'appuie sur les compétences qu'il a acquises précédemment. 
Le rythme de progression est décidé par chacun en fonction de ses propres objectifs.
Chaque nouvel adhérent se voit attribuer un mentor. Celui-ci a pour mission de l'aider à concrétiser ses objectifs, notamment en l'aidant à comprendre le fonctionnement du club, à prendre ses premiers rôles en réunion et à préparer et présenter ses trois premiers discours.
Une des caractéristiques principales de Toastmasters est que l'évaluation est permanente. Chaque activité du club est évaluée : les discours font l'objet d'une évaluation orale pendant la réunion et écrite dans le manuel de membre. Les évaluateurs sont eux-mêmes évalués à la fin de la réunion par un autre membre tenant le rôle d'« évaluateur général ».
L'objectif de l'évaluation est que le discours soit une expérience positive pour l'orateur tout en l'encourageant à améliorer certains points précis. Cela permet aussi aux membres de formuler une critique constructive pour aider un des membres à progresser. En plus des bénéfices pour l'orateur, l'évaluateur s'exerce à écouter attentivement et à préparer rapidement une présentation. Un point délicat mais fondamental à comprendre est qu'une évaluation porte non pas sur l'orateur ou sur le sujet du discours, mais sur la forme prise par le discours.

## La promesse de l'adhérent
Être un Toastmaster signifie plus que se concentrer simplement sur son développement personnel. Ceux qui adhèrent à un club Toastmasters prennent un engagement envers leur club, ses membres et l'association tout entière.
Bien qu'ayant un aspect très formel, cette promesse est en fait un recueil de bonnes pratiques sur de la conduite de réunion ou du travail collaboratif.
« En tant que membre de Toastmasters International et de mon club, je promets
- d'assister régulièrement aux réunions du club
- de préparer de mon mieux tous mes discours et mes projets de leadership selon les projets des manuels de base et avancées du Programme de communication ainsi que du manuel de base du Programme de leadership
- de me préparer à mes tâches et de m'en acquitter
- d'offrir à mes camarades des évaluations constructives et utiles
- de contribuer, au sein du club, au maintien d'un environnement positif et amical nécessaire à l'apprentissage et au développement de tous les membres
- de servir mon club en tant que dirigeant si l'on me demande de le faire
- de traiter avec respect et courtoisie mes camarades Toastmasters et nos invités
- d'amener des invités aux réunions de club pour leur montrer quels avantages ils pourraient retirer en adhérant
- de me conformer aux directives et aux règles de tous les programmes de formation et de reconnaissance des mérites de Toastmasters
- de maintenir dans toutes les activités Toastmasters un niveau d'excellence fondé sur l'honnêteté » [réf. souhaitée]

## Le détail des formations
Les manuels du « Communicateur Compétent » et du « Leader Compétent » sont la base de la méthode Toastmasters. En 2006, ces manuels ont été mis à jour en divisant l'ancien manuel unique « Programme de communication et de leadership » en deux manuels distincts. Ces programmes sont toujours en cours, mais ils prendront fin en 2020, car Toastmasters International a engagé la refonte de ses formations, afin de mieux s'adapter aux exigences et aux spécificités de notre temps. Désormais nommé "Pathways", l'on pourra choisir entre dix parcours, en fonction de ses aspirations : présentation, mais aussi différents types de leadership, animation et modération de réunions, etc.

### Programme de communication
Les compétences acquises sont validées en 4 étapes correspondant à 4 titres honorifiques :
- Communicateur Compétent
- Communicateur Accompli Bronze
- Communicateur Accompli Argent
- Communicateur Accompli Or

Le manuel de base de communication permet d'acquérir les compétences essentielles pour préparer un discours et le présenter avec efficacité en 10 discours (exemples d'objectifs : parler avec sincérité, utiliser la modulation de sa voix, travailler sa gestuelle, etc., le sujet du discours étant toujours laissé au choix de l'orateur). 
Après avoir accompli ses 10 premiers discours, l'orateur obtient la certification « Communicateur Compétent ».
Une fois obtenu ce titre, l'adhérent accède au programme avancé de communication, composé de 15 manuels. Les titres de quelques manuels avancés : savoir divertir, parler c'est informer, la lecture expressive, parler à la télévision, discours pour occasions spéciales, présentations techniques, communications interpersonnelles, etc. 
L'adhérent poursuit son parcours en choisissant 2 de ces 15 manuels avancés, composé chacun de 5 projets (soit 10 nouveaux discours à réaliser pour cette étape).
Il devient alors « Communicateur Accompli Bronze ».
Afin d'obtenir le titre de « Communicateur Accompli Argent », il doit prononcer les 5 discours de 2 autres manuels avancés, et animer deux formations issues d'autres fascicules Toastmasters (exemple : Réussir une improvisation, organiser le discours, utiliser le langage corporel, l'évaluation motivante, le mentorat, etc.) 
Afin d'accéder au titre de « Communicateur Accompli Or », l'adhérent présente à nouveau 10 discours proposés par 2 autres manuels avancés. Il anime également une formation issue d'autres fascicules (différents de ceux pour obtenir le Communicateur Accompli Argent), par exemple : séminaire d'expression orale ou caractéristiques des leaders efficaces. À la place de cette formation, il peut aussi animer un atelier jeunes leaders, à destination des mineurs (la majorité est obligatoire pour l'adhésion à un club Toastmasters). Dernier point requis : l'adhérent doit être le parrain d'un nouveau membre et l'aider dans la préparation de ses trois premiers discours.

### Programme de leadership
En tenant différents rôles pendant les réunions, en acceptant des rôles de leader au sein de leur club, du secteur (parisien par exemple) ou de la division (francophone), les adhérents se familiarisent avec les compétences propres aux leaders que sont la planification, la motivation et la gestion.
Les compétences acquises sont validées (pour le moment) par 3 titres honorifiques :
- Leader compétent
- Leader Accompli Bronze
- Leader Accompli Argent
- Leader Accompli Or (en cours de finalisation)

Pour être Leader Compétent, il faut avoir complété les 10 projets du manuel de base de leadership. Chaque projet correspond à un objectif (exemple : écoute et leadership, évaluer une prestation, gestion du temps, motiver les autres, etc.) et est validé en remplissant 1 à 3 rôles par projet (21 rôles pour le manuel en entier, 1 seul rôle pouvant être validé par réunion).
Pour devenir Leader Accompli Bronze, l'adhérent anime 2 formations issues d'autres fascicules (par exemple : à la recherche de nouveaux membres pour votre club, comment créer un bon climat au sein de votre club, rôles et responsabilités au cours d'une réunion, le leader visionnaire, élaborer une mission). Il est également membre du comité de direction d'un club pendant au mois 6 mois, temps pendant lequel il participe à la formation des responsables de club organisée par le secteur (secteur : ensemble de 3 à 5 clubs).
Enfin, le Leader Accompli Argent a franchi des étapes supplémentaires : il a d'abord été pendant au moins 1 an membre du comité exécutif du district (francophone), il a été avec succès le parrain d'un club et il a mis tous les acquis de sa formation dans la réalisation d'un projet personnel de leadership (appelé « Mise en pratique du leadership » ou en anglais High Leadership Project).

### Statut deToastmaster distingué
L'adhérent ayant obtenu le titre de Communicateur Accompli Or ainsi que celui de Leader Accompli Argent devient Toastmaster Distingué (DTM : Distinguished ToastMaster). C'est le titre le plus élevé et le plus prestigieux décerné par Toastmasters. Il permet également d'être orateur professionnel certifié (fonction très développée aux États-Unis, pas encore en France).

## Les réunions Toastmasters
Suivant les pays et les clubs, des différences existent entre la durée (1 à 2 heures) et la fréquence (1 à 4 fois par mois) des réunions, ainsi que l'ordre dans lequel sont présentées les différentes sessions.
Les clubs Toastmasters se réunissent régulièrement, entre 1 et 4 fois par mois, 11 à 12 mois par an. Les réunions durent entre une et deux heures suivant les clubs. 
Le déroulement de la réunion est structuré et les membres jouent différents rôles durant la réunion. La réunion est menée par un président de soirée. Il y a trois temps dans une réunion Toastmasters : les discours préparés, les improvisations et les évaluations. 

### Les discours préparés
Pour les discours, deux, trois ou quelquefois quatre personnes présentent un discours préparé devant les autres membres du club. Chaque discours est réalisé dans le cadre d'un projet du manuel de base ou des manuels avancés. 
Chaque discours est à présenter en temps limité (préétabli) devant l'ensemble des membres. Après avoir prononcé son discours, l'orateur est évalué par un autre membre. Ce retour quasi immédiat lui permet de connaître les points forts qui lui sont reconnus et lui donne des idées sur la façon d'améliorer ses techniques de présentation pour son prochain discours.

### Les improvisations
Pendant la partie des improvisations, un membre qui a préparé les sujets, appelé le meneur des improvisations, énonce un sujet et appelle quelqu'un au pupitre. L'orateur dispose alors d'une à deux minutes pour répondre.

### Les évaluations
La session d'évaluation permet à tous les participants d'écouter les commentaires et les conseils des évaluateurs sur leur prestation. La session est menée par l'évaluateur général qui appelle l'évaluateur des improvisations qui présente en 3 à 5 minutes ses commentaires sur les improvisations. Ensuite, vient le tour des évaluateurs des discours qui disposent chacun de 2 à 3 minutes. Après l'évaluation des discours, trois membres présentent chacun un rapport sur un point technique. Le grammairien relève les fautes de grammaire, les répétitions, les anglicismes, les barbarismes mais aussi les utilisations intéressantes de la langue. Un autre membre est chargé des hésitations et des gaffes: il compte le nombre de «euh» et signale les entorses au protocole. Enfin, le chronométreur est chargé de faire respecter le temps de chaque intervention. En conclusion de la séance d'évaluation, l'évaluateur général fait un commentaire général sur l'ensemble de la soirée et donne des conseils pour les futures réunions.
Dans de nombreux clubs, les membres votent pour le meilleur orateur, le meilleur improvisateur et le meilleur évaluateur de la réunion. Les lauréats reçoivent un ruban ou bien une coupe qu'ils conservent jusqu'à la réunion suivante.

## Les concours
Toastmasters International organise un concours deux fois par an. Cela permet aux membres de mettre en pratique leurs capacités de communicateur devant un public inhabituel et plus nombreux, et de voir le travail des meilleurs membres d'autres clubs. 
En France, il y a 4 types de concours différents : 
- les concours de discours humoristiques et d'improvisations ont lieu à l'automne;
- les concours d'évaluations et de discours ont lieu au printemps.

Chaque club organise le concours et le vainqueur de chaque club va au concours de secteur; le vainqueur du concours de secteur va au concours de division; le vainqueur du concours de division va au concours de district. Un seul concours continue au niveau international : le concours international de discours.
Le concours international de discours (à distinguer du «concours de discours humoristiques») couronne un Toastmasters parmi l'ensemble des membres de l'association. Ce dernier obtient le titre de «Champion du monde de prise de parole en public» lors de la conférence internationale annuelle.
Pour le concours international de discours, les candidats choisissent le sujet et le type du discours qu'ils vont présenter. Les candidats sont jugés sur l'ensemble de leur prestation par un système de points organisé par catégorie de compétences. Pour un concours de discours humoristique, les discours sont jugés selon un barème différent qui prend en compte la bonne utilisation de l'humour. Pour un concours d'histoires invraisemblables, les juges notent entre autres l'utilisation de l'exagération pour créer un effet comique. Pour un concours d'évaluation, un orateur de référence prononce un discours et tous les candidats évaluent le même discours. Pour le concours d'improvisations, chaque candidat est emmené dans une salle, un par un, et répond au même sujet.
Les concours de discours sont chronométrés. Les candidats qui n'atteignent pas la durée minimale ou qui dépassent la durée maximale sont disqualifiés. (Pour les concours de discours humoristiques et le concours international de discours, la durée doit être comprise entre 5 et 7 minutes, pour les concours d'improvisations, 1 à 2 minutes et pour les concours d'évaluations, 2 à 3 minutes).